# Houssein Gaber Ibrahim
Houssein Gaber Ibrahim, född 1 januari 1999, är en djiboutisk simmare.
Vid olympiska sommarspelen 2020 i Tokyo slutade Gaber Ibrahim på 65:e plats på 50 meter frisim och blev utslagen i försöksheatet.